# 洛斯安第斯 (智利)
洛斯安第斯（西班牙語：Los Andes）是智利的城鎮，位於該國中部，由瓦爾帕萊索大區負責管轄，也是洛斯安第斯省的首府，始建於1791年7月31日，面積1,248平方公里，海拔高度819米，2002年人口60,198，人口密度每平方公里48.2人。